# Alstroemeria
Alstroemeria là chi thực vật có hoa trong họ Alstroemeriaceae.

## Hình ảnh

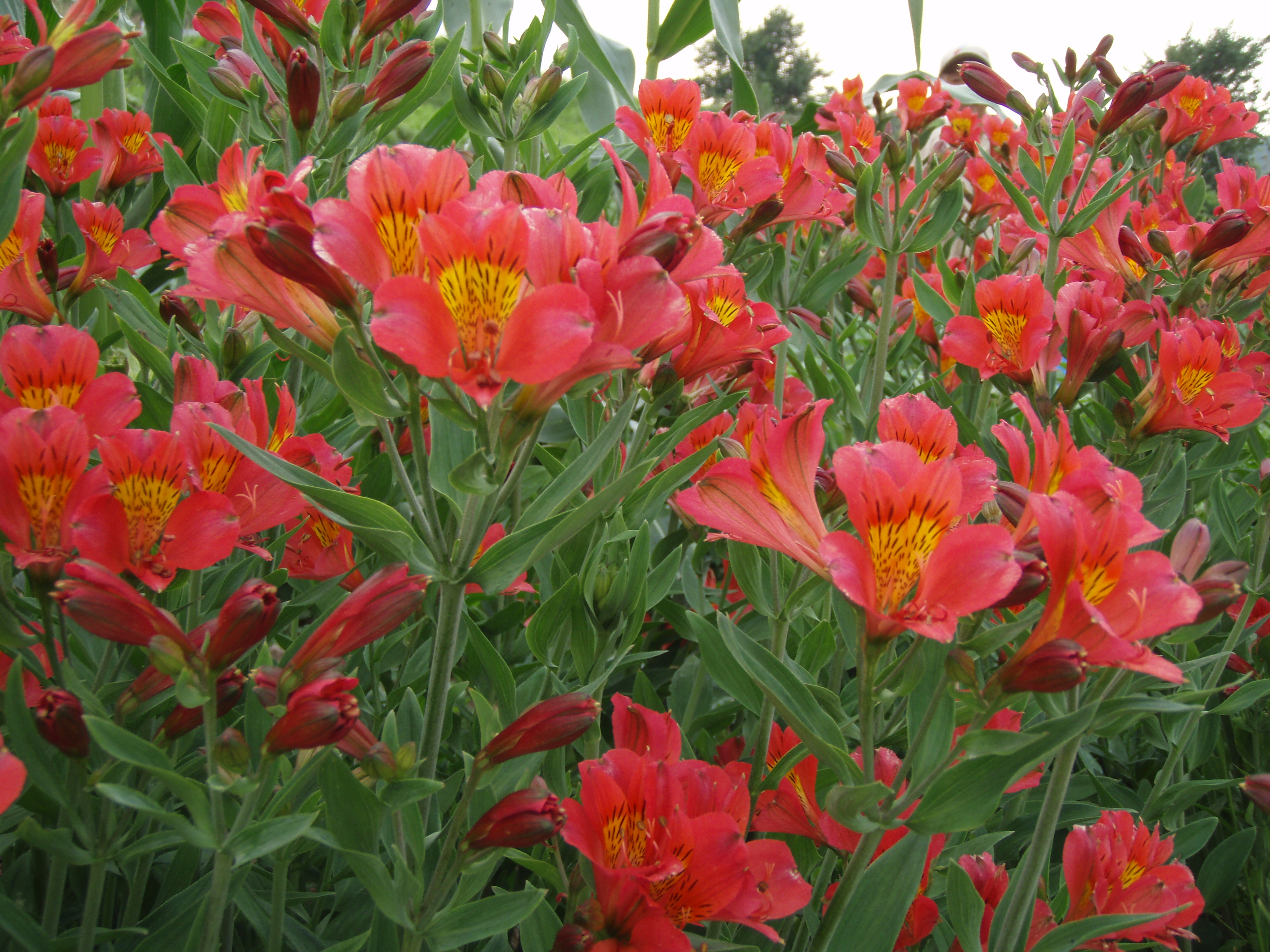
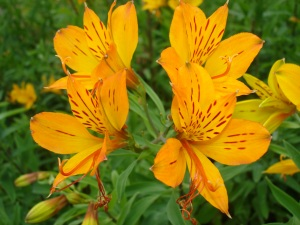
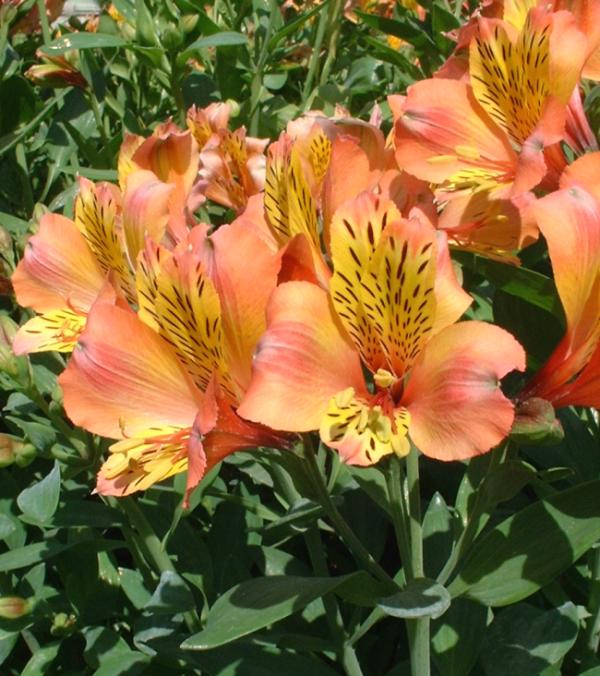
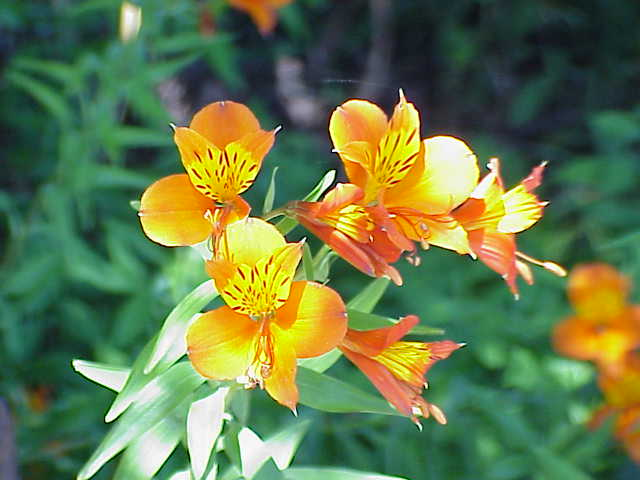